# Zagra (Bistrița-Năsăud)
Pour les articles homonymes, voir Zagra.
Zagra (en hongrois : Zágra) est une commune du județ de Bistrița-Năsăud en Transylvanie (Roumanie).